# Мост Каррузель
Мост Каррузель (фр. Pont du Carrousel) — мост через Сену в Париже с набережной Тюильри до набережной Вольтера.

## История
Первый мост на этом месте с 1831 года носил название Сен-Пьер. В 1834 году король Луи-Филипп I назвал его мостом Каррузель, потому что он находился напротив площади Каррузель, которая получила своё название от демонстрации военной езды (фр. carrousel), проходившей на этом месте при Людовике XIV с 5 до 7 июня 1662 года по случаю дня рождения его сына.

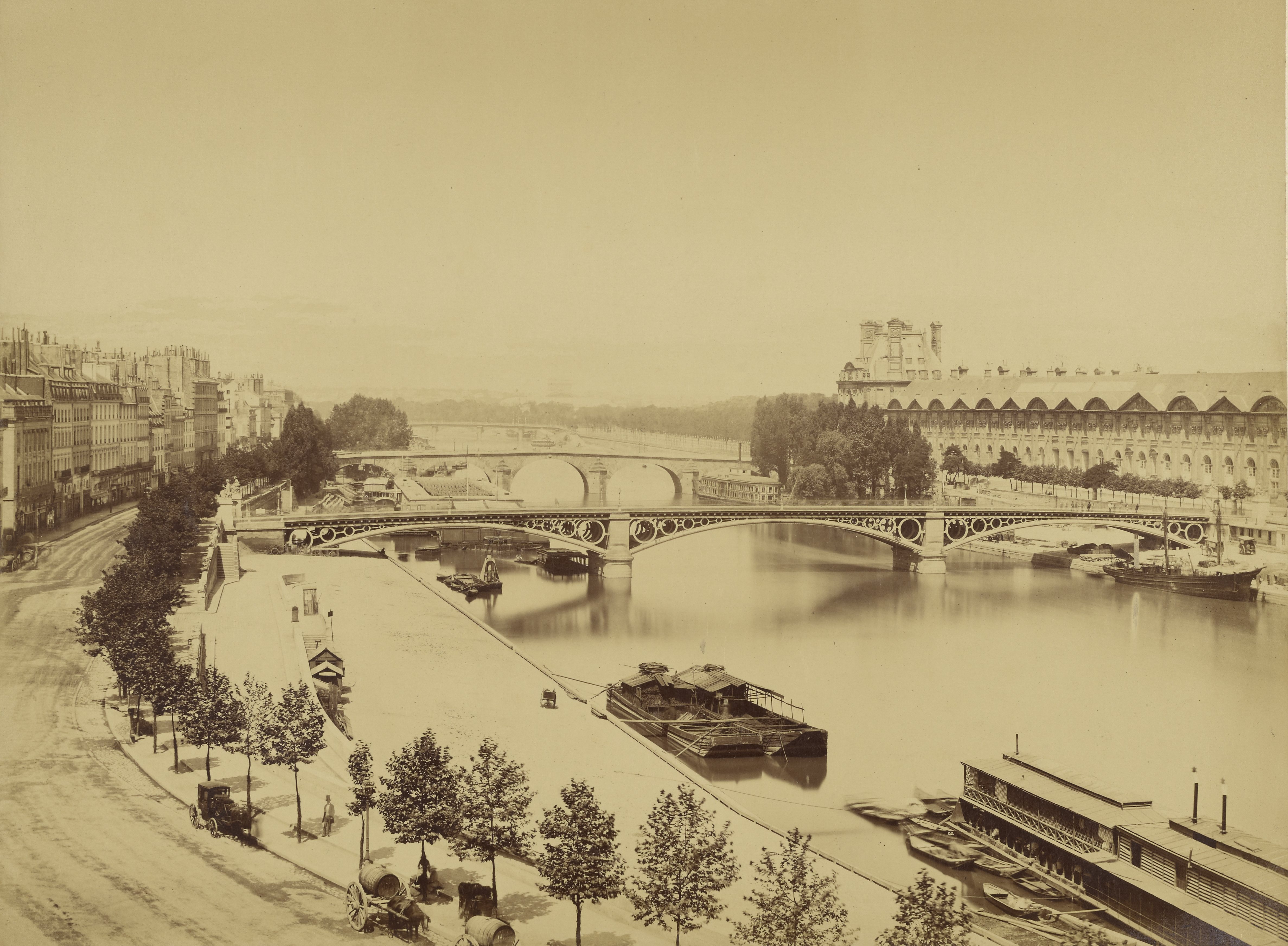
Старый мост Каррузель. Конец 1850-х гг.

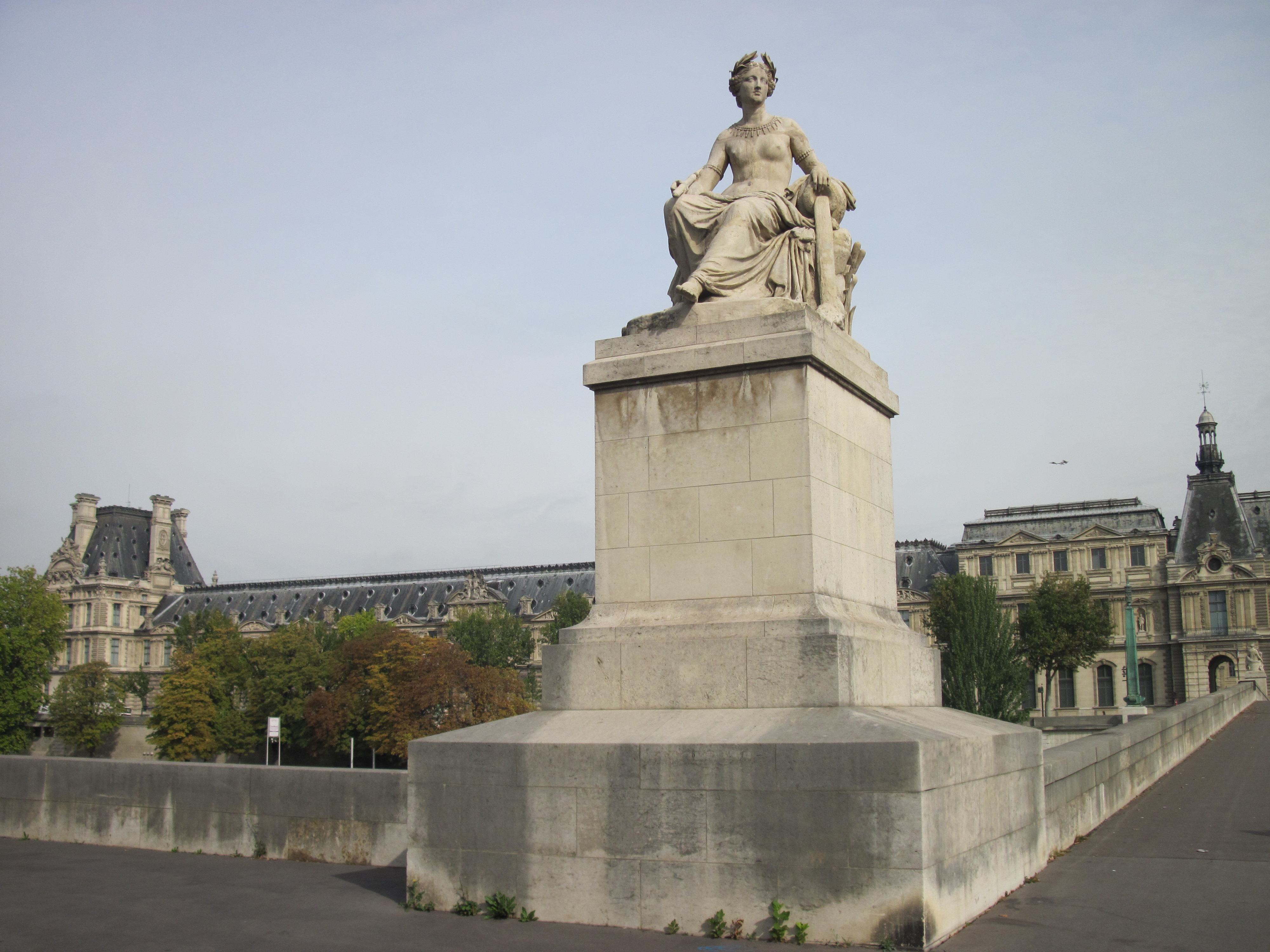
Статуя «Сена» скульптора Луи Петито на мосту Каррузель, на фоне Лувра.

Архитектор Антуан Реми Полонсо сумел создать конструкцию, которая была новаторской в нескольких аспектах. С одной стороны, это была конструкция арочного моста вместо принятых в то время подвесных мостов. Был применён относительно новый материал: чугун с древесиной. На каждом углу моста скульптором Луи Петито были возведены каменные аллегорические скульптуры в классическом стиле (1846), символизирующие промышленность, изобилие, город Париж и Сену. Мост имел длину 169,5 м и ширину между перил 11,85 м. Он состоял из трёх арок по 47,67 м.
В 1906 году, после семи десятилетий использования, потребовалась серьёзная реставрация: деревянные элементы были заменены железными. Тем не менее, мост был слишком узок для движения в двадцатом веке. В 1930 году его высота над рекой была признана недостаточной для речных перевозок, и было решено отказаться от него в пользу совершенно новой структуры на несколько десятков метров ниже по течению. Архитекторы Гаспард, Турри, Густав Умбендсток и инженер Ланг попытались сохранить привычный для парижан силуэт моста. Новый трёхарочный железобетонный мост шириной 33 м, построенный в 1935—1939 гг., достигает правого берега напротив Лувра на прямой линии с Триумфальной аркой Каррузель.

## Расположение
| Расположение моста на Сене   | Расположение моста на Сене | Расположение моста на Сене      |
| ---------------------------- | -------------------------- | ------------------------------- |
| Вниз по течению: Мост Руаяль |                            | Вверх по течению: Мост Искусств |